# The Settlers: New Allies
Pour l’article homonyme, voir The Settlers.
The Settlers: New Allies est un jeu de stratégie de construction en temps réel de ville développé par Ubisoft Blue Byte et édité par Ubisoft, sorti le 17 février 2023 sur Windows, Xbox One, Xbox Series, PlayStation 4, PlayStation 5, Nintendo Switch et Amazon Luna. Il fait partie de la série The Settlers. L'idée est de rendre le jeu familier à ceux qui connaissent déjà la série, mais aussi d'amener The Settlers aux normes visuelles et de gameplay d'aujourd'hui.
L'annonce du jeu a été faite à la Gamescom 2018. Ubisoft utilise le moteur de jeu Snowdrop pour développer le jeu.
En juillet 2020, le studio de développement annonce que la date de sortie du jeu est repoussée jusqu'à nouvel ordre pour "prendre le temps nécessaire" à la création d'une "expérience exceptionnelle". Plusieurs commentaires sur l'article révèlent par ailleurs que des précommandes ont été remboursées.
Le jeu est annoncé pour une sortie en mars 2022 mais est finalement une nouvelle fois repoussé à une date indéterminée. Le jeu est finalement prévu pour février 2023.